# Gullskjeret (Bergen)
Ne doit pas être confondu avec Gullskjeret ou Gullskjeret (Fjell).
Gullskjeret est une île norvégienne du comté de Hordaland appartenant administrativement à Bergen.

## Description
Rocheuse et désertique, elle s'étend sur environ 42 m de longueur pour une largeur approximative de 29 m. 